# Aviogenex
Aviogenex (Servisch: Авиогенекс, Aviogeneks) is een Servische luchtvaartmaatschappij met thuisbasis in Belgrado.

## Geschiedenis
Aviogenex werd opgericht in 1968 onder de naam Genex Airlines. Na een reorganisatie door General Export werd de naam gewijzigd in Aviogenex in 1968.

## Vloot
De vloot van Aviogenex bestaat uit (februari 2009):
- 1 Boeing B-737-200 (gecharterd door Jat Airways)